# 179901 Romanbrajsa
179901 Romanbrajsa este o planetă minoră (asteroid) din centura de asteroizi. A fost descoperită pe 30 octombrie 2002 la Observatorul Apache Point de Sloan Digital Sky Survey. 
Obiectul prezintă o orbită caracterizată de o semiaxă mare de 2,5364411566414 UAi, o excentricitate de 0,15024871896842, o înclinație de 6,2622181066559 ° în raport cu ecliptica.